# Benjamin Eder
Benjamin Eder (* 5. November 1980 in Braunau) ist ein ehemaliger österreichischer Biathlet.
Benjamin Eder stammt aus Munderfing. Er begann 1994 mit dem Biathlonsport. Seine ersten internationalen Rennen bestritt er bei den Juniorenweltmeisterschaften 1998 in Jericho. Im Einzel wurde er 23., im Sprintrennen Elfter. Ein Jahr später wurde er in Pokljuka 19. des Einzels, 32. des Sprints, 23. der Verfolgung und Zehnter im Staffelrennen. 2009 gewann er in Jablonec nad Nisou einen Sprint und eine Verfolgung im Junioren-Europacup. Beim nächsten Großereignis, den Juniorenrennen der Biathlon-Europameisterschaften 2000 in Kościelisko, gewann Eder den Titel im Einzel und wurde hinter Nikolai Kruglow die Silbermedaille. Im Verfolgungsrennen ging er nicht an den Start. Es folgten die Juniorenweltmeisterschaften 2000 in Hochfilzen. Eder erreichte durchweg Top-Ten-Platzierungen: im Sprint wurde er Sechster, im Verfolgungsrennen Siebter sowie im Einzel und im Staffelrennen Fünfter. Zum Auftakt der Saison 2000/01 debütierte Eder im Biathlon-Weltcup, wo er in seinem ersten Renne in Hochfilzen 52. eines Einzels wurde. Im weiteren Saisonverlauf konnte er in Osrblie als 51. eines Einzels seine beste Platzierung im Weltcup erreichen. Im Europacup der Saison erreichte er zum Ende in Champex-Lac hinter René Gerth und Dani Niederberger mit Rang drei eine erste Podiumsplatzierung, im folgenden Staffelrennen wurde er mit Hans-Peter Foidl, Friedrich Pinter und Günther Beck hinter der Staffel aus Deutschland Zweiter. Saisonhöhepunkt und Karriereabschluss wurden die Biathlon-Europameisterschaften 2001 in Haute-Maurienne. Sein Einzel beendete Eder nicht, im Staffelrennen wurde er als Startläufer mit Friedrich Pinter, Hans Achorner und Günther Beck Neunter.
Heute arbeitet Eder als Skitechniker für die Biathlonmannschaft des ÖSV und lebt in Thalgau. Im Sommer 2018 heiratete er die finnische Biathletin Mari Laukkanen.

## Biathlon-Weltcup-Platzierungen
Die Tabelle zeigt alle Platzierungen (je nach Austragungsjahr einschließlich Olympische Spiele und Weltmeisterschaften).
- 1.–3. Platz: Anzahl der Podiumsplatzierungen
- Top 10: Anzahl der Platzierungen unter den ersten zehn (einschließlich Podium)
- Punkteränge: Anzahl der Platzierungen innerhalb der Punkteränge (einschließlich Podium und Top 10)
- Starts: Anzahl gelaufener Rennen in der jeweiligen Disziplin

| Platzierung              | Einzel | Sprint | Verfolgung | Massenstart | Team | Staffel | Gesamt |
| ------------------------ | ------ | ------ | ---------- | ----------- | ---- | ------- | ------ |
| 1. Platz                 |        |        |            |             |      |         |        |
| 2. Platz                 |        |        |            |             |      |         |        |
| 3. Platz                 |        |        |            |             |      |         |        |
| Top 10                   |        |        |            |             |      |         |        |
| Punkteränge              |        |        |            |             |      |         |        |
| Starts                   | 2      | 3      |            |             |      |         | 5      |
| Stand: nach Karriereende |        |        |            |             |      |         |        |